# Viskoelastizität
Als Viskoelastizität bezeichnet man ein teilweise elastisches, teilweise viskoses Materialverhalten. Viskoelastische Stoffe vereinigen also Merkmale von Festkörpern und Flüssigkeiten in sich. Der Effekt ist zeit-, temperatur- und frequenzabhängig und tritt bei polymeren Schmelzen und Festkörpern wie z. B. Kunststoffen, aber auch bei anderen Materialien auf.

## Materialverhalten

Kelvin-Körper

Maxwell-Körper

- Der elastische Anteil bewirkt grundsätzlich eine spontane, begrenzte, reversible Verformung,
- während der viskose Anteil grundsätzlich eine zeitabhängige, unbegrenzte, irreversible Verformung bewirkt.

Viskoser und elastischer Anteil sind bei verschiedenen viskoelastischen Materialien jeweils unterschiedlich stark ausgeprägt, auch die Art des Zusammenwirkens differiert.
In der Rheologie wird elastisches Verhalten durch eine Feder, das Hooke-Element, und viskoses Verhalten durch einen Dämpfungszylinder, das Newton-Element, dargestellt. Viskoelastisches Verhalten kann durch die Kombination zweier oder mehrerer dieser Elemente modelliert werden.
Die einfachsten viskoelastischen Modelle sind:
- der Kelvin-Körper. Bei ihm sind Feder und Dämpfungszylinder parallel geschaltet. Bei Belastung, z. B. durch Dehnung, wird die Verformung durch den Dämpfungszylinder gebremst und durch die Feder in ihrem Ausmaß begrenzt. Nach einer Entlastung geht der Körper bedingt durch das Hooke-Element wieder in seine Ausgangsposition zurück. Der Kelvin-Körper verformt sich also zeitabhängig wie eine Flüssigkeit, aber begrenzt und reversibel wie ein Festkörper.
- der Maxwell-Körper. Er ergibt sich aus der Reihenschaltung von Hooke- und Newton-Element. Bei Belastung verformt sich die Feder sofort, danach beginnt die zeitabhängige und unbegrenzte viskose Verformung. Nach Entlastung bewegt sich nur die Feder zurück, der viskose Anteil bleibt bestehen. Es liegt also eine zeitabhängige, unbegrenzte, irreversible Verformung wie bei einer Flüssigkeit vor, allerdings gibt es auch einen zeitunabhängigen und reversiblen spontanelastischen Anteil wie bei einem Festkörper.

Komplexere Modelle viskoelastischen Verhaltens sind das Zenerm-, Zenerk-, Lethersich-, Jeffreys- und Burgers-Modell.
Zur quantitativen Beschreibung dienen außerdem der komplexe Schubmodul und der komplexe Elastizitätsmodul.

## Lineare Viskoelastizität
In der Theorie linearer Viskoelastizität besteht ein linearer Zusammenhang zwischen der Spannung {\displaystyle \sigma (t)} und der Dehnung {\displaystyle \varepsilon (t)} bzw. der Dehnungsrate {\displaystyle {\dot {\varepsilon }}(t)}, welcher über ein Volterra Integralgleichung dargestellt werden kann:
{\displaystyle \sigma (t)=E(t)\varepsilon (0)+\int _{0}^{t}E(t-t'){\dot {\varepsilon }}(t')\mathrm {d} t'=E(0)\varepsilon (t)+\int _{0}^{t}{\dot {E}}(t-t')\varepsilon (t')\mathrm {d} t'}
mit der zeitabhängigen Federkonstante {\displaystyle E(t)}, welche üblicherweise mit der Zeit abnimmt, um eine Relaxation im Material darzustellen. Die zweite Darstellung folgt hierbei aus der ersten mittels partieller Integration.
Diese Relation kann auch umgekehrt werden mittels
{\displaystyle \varepsilon (t)=C(t)\sigma (0)+\int _{0}^{t}C(t-t'){\dot {\sigma }}(t')\mathrm {d} t'=C(0)\sigma (t)+\int _{0}^{t}{\dot {C}}(t-t')\sigma (t')\mathrm {d} t'},
mit der Kriechfunktion (engl. creep function) {\displaystyle C(t)}.

### Spezialfälle
Viele Materialmodelle erhält man für spezielle Formen der Funktion {\displaystyle E(t)}:

#### Elastische Körper
Für {\displaystyle E(t)=E} als zeitunabhängige Federkonstante erhält man (mittels Hauptsatz der Differential- und Integralrechnung) aus der obigen Formel das (eindimensionale) Hooksche Gesetz
{\displaystyle \sigma (t)=E\cdot \varepsilon (t)}

#### Newtonsche Flüssigkeit
Für {\displaystyle E(t)=2\eta \cdot \delta (t)} mit der Delta-Distribution {\displaystyle \delta (t)} erhält man die Gleichung
{\displaystyle \sigma (t)=\eta \cdot {\dot {\varepsilon }}(t)}
für eine (eindimensionale) Newtonsche Flüssigkeit mit Viskosität {\displaystyle \eta }.

#### Kelvin-Körper
Den Kelvin-Körper erhält man aus einer additiven Kombination aus Hookeschem Gesetz und Newtonscher Flüssigkeit. So erhält man für {\displaystyle E(t)=E+2\eta \cdot \delta (t)}
{\displaystyle \sigma (t)=E\cdot \varepsilon (t)+\eta \cdot {\dot {\varepsilon }}(t)}
als Spannung für einen Kelvin-Körper, welchen man aus Parallelschaltung einer Feder {\displaystyle E} mit einem Dämpfungszylinder {\displaystyle \eta } erhält.

#### Maxwell-Körper
Nimmt die Federkonstante exponentiell ab gemäß
{\displaystyle E(t)=E\cdot e^{-t/\tau }}
erhält man
{\displaystyle \sigma (t)=E\cdot e^{-t/\tau }\cdot \left(\varepsilon (0)+\int _{0}^{t}e^{t'/\tau }{\dot {\varepsilon }}(t')\mathrm {d} t'\right)}
für die Spannung und durch Ableiten die Differentialgleichung
{\displaystyle {\dot {\sigma }}(t)=-{\frac {E}{\tau }}\cdot e^{-t/\tau }\left(\varepsilon (0)+\int _{0}^{t}e^{t'/\tau }{\dot {\varepsilon }}(t')\mathrm {d} t'\right)+E\cdot {\dot {\varepsilon }}(t)=-{\frac {\sigma (t)}{\tau }}+E\cdot {\dot {\varepsilon }}(t)}
oder äquivalent
{\displaystyle {\dot {\sigma }}(t)+{\frac {\sigma (t)}{\tau }}=E\cdot {\dot {\varepsilon }}(t)\qquad \Leftrightarrow \qquad {\dot {\varepsilon }}(t)={\frac {{\dot {\sigma }}(t)}{E}}+{\frac {\sigma (t)}{\eta }}}
mit der Viskosität {\displaystyle \eta =\tau \cdot E}. Integriert man die letzte Gleichung über die Zeit unter der Annahme {\displaystyle \varepsilon (0)=\sigma (0)/E} erhält man
{\displaystyle \varepsilon (t)={\frac {\sigma (t)}{E}}+\int _{0}^{t}{\frac {\sigma (t')}{\eta }}\mathrm {d} t',}
was der Reihenschaltung einer Hookschen Feder mit {\displaystyle \varepsilon _{H}(t)=\sigma (t)/E} und eines Dämpfungszylinders mit {\displaystyle {\dot {\varepsilon }}_{D}(t)=\sigma (t)/\eta } mit Viskosität {\displaystyle \eta } entspricht, also einem Maxwell-Körper. Verglichen mit der obigen Darstellung erhält man außerdem
{\displaystyle {\dot {C}}(t)={\frac {1}{\eta }},\quad C(0)={\frac {1}{E}}\quad \Rightarrow \quad C(t)={\frac {t}{\eta }}+{\frac {1}{E}}.}

#### Zenerm-Modell
Fügt man zum Maxwell-Modell noch eine weitere Federkonstante {\displaystyle E_{\infty }} hinzu mittels
{\displaystyle E(t)=E_{\infty }+E_{1}\cdot e^{-t/\tau },}
erhält man das Zenerm-Modell, welches aus einer Feder {\displaystyle E_{\infty }} besteht, welches parallel geschaltet ist zu einem Maxwell-Element bestehend aus der Feder {\displaystyle E_{1}} und einem Dämpfungszylinder mit Viskosität {\displaystyle \eta =\tau \cdot E_{1}}. Entsprechend bleibt für {\displaystyle t\rightarrow \infty } bei konstanter Dehnung {\displaystyle \varepsilon (t)=\varepsilon _{0}}die Spannung  {\displaystyle \sigma _{\infty }=\lim _{t\rightarrow \infty }\sigma (t)=2E_{2}\varepsilon _{0}} erhalten. Für {\displaystyle t=0} entspricht {\displaystyle E_{0}=G(0)=E_{1}+E_{\infty }} der Federkonstante.
Allgemein erhält man die Spannung
{\displaystyle \sigma (t)=E_{\infty }\cdot \varepsilon (t)+E_{1}\cdot e^{-t/\tau }\cdot \left(\varepsilon (0)+\int _{0}^{t}e^{t'/\tau }{\dot {\varepsilon }}(t')\mathrm {d} t'\right)}
und durch Ableiten dieser Gleichung nach der Zeit
{\displaystyle {\dot {\sigma }}(t)=E_{\infty }\cdot {\dot {\varepsilon }}(t)-{\frac {E_{1}}{\tau }}\cdot e^{-t/\tau }\cdot \left(\varepsilon (0)+\int _{0}^{t}e^{t'/\tau }{\dot {\varepsilon }}(t')\mathrm {d} t'\right)+E_{1}{\dot {\varepsilon }}(t)=(E_{1}+E_{\infty })\cdot {\dot {\varepsilon }}(t)-{\frac {\sigma (t)-E_{\infty }\varepsilon (t)}{\tau }}}
Durch einfach Umformungen erhält man die Differentialgleichung
{\displaystyle {\dot {\sigma }}(t)+{\frac {E_{1}}{\eta }}\sigma (t)={\frac {E_{1}E_{\infty }}{\eta }}\varepsilon (t)+(E_{1}+E_{\infty })\cdot {\dot {\varepsilon }}(t)},
welche nach {\displaystyle \sigma (t)} oder {\displaystyle \varepsilon (t)} gelöst werden kann, falls man die andere Größe kennt. Unter der Annahme {\displaystyle \sigma (0)=(E_{\infty }+E_{1})\cdot \varepsilon (0)} erhält man durch Lösen
{\displaystyle \varepsilon (t)={\frac {\sigma (t)}{E_{0}}}+\int _{0}^{t}{\frac {E_{1}}{{\tilde {\tau }}E_{0}E_{\infty }}}e^{-(t-t')/{\tilde {\tau }}}\sigma (t')\mathrm {d} t'={\frac {E_{0}-E_{1}e^{-t/{\tilde {\tau }}}}{E_{0}E_{\infty }}}\sigma (0)+\int _{0}^{t}{\frac {E_{0}-E_{1}e^{-(t-t')/{\tilde {\tau }}}}{E_{0}E_{\infty }}}{\dot {\sigma }}(t')\mathrm {d} t'}
mit {\displaystyle {\tilde {\tau }}={\frac {\eta E_{0}}{E_{1}E_{\infty }}}={\frac {E_{0}}{E_{\infty }}}\tau }. Hieraus folgt unmittelbar
{\displaystyle C(t)={\frac {E_{0}-E_{1}e^{-t/{\tilde {\tau }}}}{E_{0}E_{\infty }}}\quad {\text{mit}}\quad C(0)={\frac {1}{E_{0}}}\quad {\text{und}}\quad \lim _{t\rightarrow \infty }C(t)={\frac {1}{E_{\infty }}}}

#### Prony-Reihe
Als Verallgemeinerung das Zenerm-Modell wird oft die Prony-Reihe mit
{\displaystyle G(t)=E_{\infty }+\sum _{k=1}^{N}E_{k}e^{-t/\tau _{k}}}
verwendet, welche der Parallelschaltung einer Hookschen Feder {\displaystyle E_{\infty }} und {\displaystyle N} verschiedenen Maxwell-Elementen jeweils mit Federkonstante {\displaystyle E_{k}} und Viskosität {\displaystyle \eta _{k}=\tau _{k}\cdot E_{k}} für {\displaystyle k=1,\dots ,N} entsprechen. Die verschiedenen Abfallzeiten {\displaystyle \tau _{i}} können als unterschiedlich schnelle Relaxationsvorgänge im Material betrachtet werden. {\displaystyle E_{\infty }} stellt wiederum die Federkonstante für sehr große Zeiten ({\displaystyle t\rightarrow \infty }) dar, während man für {\displaystyle t=0}
{\displaystyle E_{0}=E_{\infty }+\sum _{k=0}^{N}E_{k}}
als Federkonstante erhält. Offensichtlich erhält man für {\displaystyle N=1} oder für {\displaystyle \tau _{1}=\dots =\tau _{N}} das Zenerm-Modell. Im Gegensatz zu den vorherigen Modellen gibt es keine einfache Differentialgleichung, die {\displaystyle \sigma (t)} und {\displaystyle \varepsilon (t)} miteinander verknüpft und auch die Berechnung von {\displaystyle C(t)} ist deutlich komplexer.

### Komplexes Schubmodul
In der Rheologie wird oft nicht das zeitabhängige Schubmodul {\displaystyle G(t)}, welches analog zu {\displaystyle E(t)} definiert ist als
{\displaystyle \sigma (t)=G(t)\varepsilon (0)+\int _{0}^{t}G(t-t'){\dot {\varepsilon }}(t')\mathrm {d} t'=G(0)\varepsilon (t)+\int _{0}^{t}{\dot {G}}(t-t')\varepsilon (t')\mathrm {d} t',}
wobei {\displaystyle \varepsilon (t)} die Scherdeformation und {\displaystyle \sigma (t)} die Scherspannung ist, betrachtet, sondern das komplexe Schubmodul
{\displaystyle {\tilde {G}}(\omega )=G'(\omega )+iG''(\omega )}
als Funktion der (Kreis-)Frequenz {\displaystyle \omega }, welche z. B. in einem Scherrheometer eingestellt werden kann. Den Realteil {\displaystyle G'(\omega )=Re({\tilde {G}}(\omega ))} bezeichnet man hierbei als Speichermodul und ist proportional zum elastischen Schubmodul {\displaystyle \mu } und der als Verlustmodul bezeichnete Imaginärteil {\displaystyle G''(\omega )=Im({\tilde {G}}(\omega ))} entspricht dem Produkt {\displaystyle \omega \cdot \eta } aus der Frequenz {\displaystyle \omega } und der Viskosität {\displaystyle \eta }. Während man einfach {\displaystyle {\tilde {G}}(\omega )=\mu +i\omega \eta } für einen Kelvin-Körper erhält, weisen komplexe Materialien eine deutlich kompliziertere Frequenzabhängigkeit auf.

#### Zusammenhang zwischen G(t) und G̃(ω)
Das komplexe, frequenzabhängigen Schubmodul {\displaystyle {\tilde {G}}(\omega )} ist mit dem (zeitlich relaxierendem) Schubmodul G(t) verknüpft über die Laplace-Transformation. Seien hierzu {\displaystyle {\hat {G}}(s)={\mathcal {L}}\left\{G(t)\right\}}, {\displaystyle {\hat {\sigma }}(s)={\mathcal {L}}\left\{\sigma (t)\right\}} und {\displaystyle {\hat {\varepsilon }}(s)={\mathcal {L}}\left\{\varepsilon (t)\right\}} die Laplace-Transformationen von {\displaystyle G(t)}, {\displaystyle \sigma (t)} und {\displaystyle \varepsilon (t)}, dann gilt
{\displaystyle {\begin{aligned}{\hat {\sigma }}(s)=&{\hat {G}}(s)\cdot \varepsilon (0)+{\mathcal {L}}\left\{\int _{0}^{t}G(t-t')\cdot {\dot {\varepsilon }}(t')\mathrm {d} t'\right\}\\=&{\hat {G}}(s)\cdot \varepsilon (0)+{\hat {G}}(s)\cdot {\mathcal {L}}\left\{{\dot {\varepsilon }}(t)\right\}\\=&{\hat {G}}(s)\cdot \varepsilon (0)+{\hat {G}}(s)\cdot \left(s\cdot {\hat {\varepsilon }}(s)-\varepsilon (0)\right)\\=&s\cdot {\hat {G}}(s)\cdot {\hat {\varepsilon }}(s),\end{aligned}}}
wobei die Eigenschaften der Laplace-Transformation (Faltungstheorem, Laplace-Transformation der Ableitung) verwendet wurden. Setzt man {\displaystyle s=i\omega } und definiert {\displaystyle {\tilde {\sigma }}(\omega ):={\hat {\sigma }}(i\omega )}, {\displaystyle {\tilde {\varepsilon }}(\omega ):={\hat {\varepsilon }}(i\omega )} als frequenzabhängige Schubspannung und Scherdeformation, ist
{\displaystyle {\tilde {G}}(\omega ):={\frac {{\tilde {\sigma }}(\omega )}{{\tilde {\varepsilon }}(\omega )}}=i\omega \cdot {\hat {G}}(i\omega )}
definitionsgemäß das komplexe Schubmodul. Diese Gleichung verknüpft schließlich {\displaystyle {\tilde {G}}(\omega )} mit {\displaystyle G(t)} über dessen Laplace-Transformation.

#### Zusammenhang zwischen G(t) und C(t)
Analog erhält man
{\displaystyle {\hat {\varepsilon }}(s)=s\cdot {\hat {C}}(s)\cdot {\hat {\sigma }}(s)}
aus der Laplace-Transformation der Gleichung
{\displaystyle \varepsilon (t)=C(t)\sigma (0)+\int _{0}^{t}C(t-t'){\dot {\sigma }}(t')\mathrm {d} t'=C(0)\sigma (t)+\int _{0}^{t}{\dot {C}}(t-t')\sigma (t')\mathrm {d} t',}
und somit
{\displaystyle {\tilde {C}}(\omega ):={\frac {1}{{\tilde {G}}(\omega )}}={\frac {{\tilde {\varepsilon }}(\omega )}{{\tilde {\sigma }}(\omega )}}=i\omega \cdot {\hat {C}}(i\omega )={\frac {1}{i\omega \cdot {\hat {G}}(i\omega )}}\quad \Leftrightarrow \quad {\tilde {G}}(\omega )={\frac {1}{{\tilde {C}}(\omega )}}={\frac {{\tilde {\sigma }}(\omega )}{{\tilde {\varepsilon }}(\omega )}}=i\omega \cdot {\hat {G}}(i\omega )={\frac {1}{i\omega \cdot {\hat {C}}(i\omega )}}}
bzw.
{\displaystyle {\hat {C}}(s)={\frac {{\hat {\varepsilon }}(s)}{s\cdot {\hat {\sigma }}(s)}}={\frac {1}{s^{2}}}\cdot {\frac {1}{{\hat {G}}(s)}}\quad \Leftrightarrow \quad {\hat {G}}(s)={\frac {1}{s^{2}}}\cdot {\frac {1}{{\hat {C}}(s)}}}.
Damit sich {\displaystyle C(t)={\mathcal {L}}^{-1}\left\{{\hat {C}}(s)\right\}} mithilfe der inversen Laplace-Transformation {\displaystyle {\mathcal {L}}^{-1}} aus {\displaystyle G(t)} bzw. dessen Laplace-Transformierten {\displaystyle {\hat {G}}(s)} berechnen. Die Umkehrung gilt ebenso, falls {\displaystyle C(t)} und {\displaystyle {\hat {C}}(s)} bekannt sind. Jedoch ist es praktisch in den meisten Fällen sehr schwierig die inverse Laplace-Transformation zu berechnen.

## Übergang zwischen viskosem und festem Stoffverhalten
Alle Flüssigkeiten und Feststoffe können wie viskoelastische Materialien betrachtet werden, indem ihr Speicher- und Verlustmodul, {\displaystyle G'} und {\displaystyle G''}, bzw. ihr Verlustfaktor {\displaystyle \tan \delta =G''/G'} angegeben werden.
Bei ideal-viskosen Flüssigkeiten (newtonsches Fluid) ist der Speichermodul sehr klein gegenüber dem Verlustmodul, bei ideal-elastischen Festkörpern dagegen, die dem hookeschen Gesetz gehorchen, ist der Verlustmodul sehr klein gegenüber dem Speichermodul.
Viskoelastische Materialien weisen sowohl einen messbaren Speichermodul als auch einen messbaren Verlustmodul auf. Falls der Speichermodul größer ist als der Verlustmodul, spricht man von Feststoffen, andernfalls von Flüssigkeiten.
|                            | Flüssigkeiten                                     | Flüssigkeiten                                            | Sol-Gel-Übergang                                         | Feststoffe                                               | Feststoffe                           |
| -------------------------- | ------------------------------------------------- | -------------------------------------------------------- | -------------------------------------------------------- | -------------------------------------------------------- | ------------------------------------ |
| Materialverhalten          | ideal-viskos                                      | viskoelastisch                                           | viskoelastisch                                           | viskoelastisch                                           | ideal-elastisch                      |
| Speicher- und Verlustmodul | {\displaystyle G''\gg G'}                         | {\displaystyle G''>G'}                                   | {\displaystyle G''=G'}                                   | {\displaystyle G''<G'}                                   | {\displaystyle G''\ll G'}            |
| Verlustfaktor              | {\displaystyle \tan \delta \gg 1}                 | {\displaystyle \tan \delta >1}                           | {\displaystyle \tan \delta =1}                           | {\displaystyle \tan \delta <1}                           | {\displaystyle \tan \delta \ll 1}    |
| Stoffgesetz                | {\displaystyle \tau =\eta \cdot {\dot {\gamma }}} | {\displaystyle \tau =f(G',G'',\gamma ,{\dot {\gamma }})} | {\displaystyle \tau =f(G',G'',\gamma ,{\dot {\gamma }})} | {\displaystyle \tau =f(G',G'',\gamma ,{\dot {\gamma }})} | {\displaystyle \tau =G\cdot \gamma } |

In der letzten Zeile bedeuten {\displaystyle \tau } die Scherspannung, {\displaystyle \gamma } die Scherung und {\displaystyle {\dot {\gamma }}} ihre zeitliche Änderung (siehe Skizze unter komplexer Schubmodul). Die Viskosität {\displaystyle \eta } hängt mit dem Imaginärteil {\displaystyle G''} und der Elastizitätsmodul {\displaystyle E} mit dem Realteil {\displaystyle G'} des komplexen Schubmoduls zusammen.

## Ursachen

### Bei Polymeren
Die Viskoelastizität von Polymeren beruht auf einer verzögerten Gleichgewichtseinstellung der Makromoleküle zueinander bei oder nach mechanischer Belastung. Der Anteil der jeweiligen Dehnungskomponenten an der Gesamtdehnung wird bestimmt durch Sekundärbindungen (Dipol-, Wasserstoffbrücken- sowie Van-der-Waals-Bindung) und Molekülverhakungen. Die zeitabhängige Dehnungskomponente wird bestimmt durch Streck-, Entknäuelungs- und Entschlaufungsvorgänge.
Das reversible elastische Verhalten wird durch die Entropie-Elastizität bedingt. Je nach Temperatur, Beanspruchungsdauer und -geschwindigkeit kommt es zu irreversiblen viskosen Molekülabgleitungen.

### Bei Metallen und Keramiken
In kristallinen Festkörpern wie Metallen oder Keramiken sind überwiegend Defekte wie Zwischengitteratome oder Versetzungen für eine verzögerte Dehnung und damit für viskoelastisches Verhalten verantwortlich. Meist sind die Abweichungen von der idealen Elastizität hier deutlich kleiner als bei Kunststoffen.

## Viskoelastische Experimente
- Der Oszillationsversuch: Messung von Spannung und Dehnung bei sinusförmiger Belastung.
- Der Kriechversuch (Retardation): Messung der zeitlich veränderlichen Dehnung bei konstanter Spannung.
- Die Spannungsrelaxation: Messung der zeitlich veränderlichen Spannung bei / nach sprunghafter Dehnung.